# Сийкайнен
Сийкайнен (фин. Siikainen) — община в провинции Сатакунта, губерния Западная Финляндия, Финляндия. Общая площадь территории — 491,34 км², из которых 28,1 км² — вода.

## Демография
На 31 января 2011 года в общине Сийкайнен проживало 1657 человек: 871 мужчина и 786 женщин.
Финский язык является родным для 99,27% жителей, шведский — для 0,12%. Прочие языки являются родными для 0,6% жителей общины.
Возрастной состав населения:
- до 14 лет — 14,24%
- от 15 до 64 лет — 57,39%
- от 65 лет — 28,18%

Изменение численности населения по годам:
| Год  | Численность |
| ---- | ----------- |
| 1980 | 2557        |
| 1990 | 2351        |
| 2000 | 1947        |
| 2010 | 1654        |
| 2011 | 1657        |